# На Аррия
«На А́ррия» (лат. In Arrium) — условное название стихотворения римского поэта Гая Валерия Катулла, включённого в состав посмертного сборника («Книги Катулла Веронского») под № 84. В стихотворении говорится об ораторе Аррии и высмеивается характерная для него манера говорить с придыханием.
Предположительно, речь о Квинте Аррии. Квинтилиан в своих «Наставлениях оратору» упоминает «известную эпиграмму Катулла» как рассказ о специфических ораторских практиках.